# Torma
Torma (em estoniano: Torma vald) é um município rural estoniano localizado na região de Jõgevamaa.